# アンダー・プレッシャー
「アンダー・プレッシャー」 (Under Pressure) は、イギリスのロック・バンドであるクイーンと、イギリスのミュージシャンであるデヴィッド・ボウイの共作による楽曲。
1981年にEMIとエレクトラ・レコードよりシングルでリリースされ、後にクイーンのアルバム『ホット・スペース』にも収録された。またヴァージン・レコードのデヴィッド・ボウイのアルバム『レッツ・ダンス』のリマスターCDにボーナス・トラックとして収録されている他、双方のベストアルバムにもたびたび収録されている。

## 解説
当初ボウイは、クイーンの「クール・キャット」にバッキング・コーラスで参加する予定だった。レコーディングが行なわれたが、双方出来に満足せず、最終ミックスから削除された。その後2組によるジャムセッションが行なわれた後、ボウイが「こんな馬鹿げた事をしてないで、一緒に曲を書こうよ。」とクイーンを誘った。
ボーカルの高音パートはフレディー・マーキュリー、低音パートはボウイが担当。また、この楽曲の特徴的なベースラインについて、ジョン・ディーコンは1982年に発行されたミュージック・ライフ誌にて「ボウイが作った」とコメントしているが、ボウイは「関与する前からすでに存在していた」と語っている。
全英シングルチャートでは、クイーンとしては「ボヘミアン・ラプソディ」（1975年）以来2作目、ボウイとしては「スペイス・オディティ」（1975年）、「アッシュズ・トゥ・アッシュズ」（1980年）に次ぐ3作目の1位を獲得するなど大ヒットした。一方で、アメリカのBillboard Hot 100では29位と低調だった。
1993年にアメリカで発売されたボウイの『The Singles 1969 To 1993 featuring His Greatest Hits』、及び1994年にアメリカで発売されたクイーンの『クラシック・クイーン』には、別ミックスで収録されている。
最後に「This is our last dance」という部分が、一度だけのものと、二度繰り返すものがある。

## ミュージック・ビデオ
ミュージック・ビデオを制作した当時は、クイーンもボウイもツアー中であったため、メンバーの演奏シーンが存在しない。
『吸血鬼ノスフェラトゥ』、『戦艦ポチョムキン』など、1920年代の無声映画の1シーンやビル崩壊・人ごみ・世界恐慌時のニューヨークの失業者の様子から抗争の映像、そして曲の後半部分には色々な映画のキスシーンを収めている。建物の崩壊の映像は映画『コヤニスカッツィ』でも使用されている。
このミュージック・ビデオは、2003年にスラント誌が発表した「The 100 Greatest Music Videos of All Time 」の第27位にランクインしている。

## ライブでの演奏
共同作品となっている楽曲だが、この曲をライブで演奏したのはクイーンのみだった。1981年から演奏されはじめライブの定番曲だった。
この様子は『伝説の証/クイーン1981』や『オン・ファイアー/クイーン1982』、『クイーン・ライヴ!!ウェンブリー1986』などで見ることができる。
1986年のヨーロッパ/全英ツアーより7月27日のハンガリーのブダペスト公演で演奏された模様がNHK-BS『黄金の洋楽ライブ』で放映された。
1992年のフレディ・マーキュリー追悼コンサートでは、ボーカルにデヴィッド・ボウイとユーリズミックスのアニー・レノックスを迎えて演奏された。
その後もボウイは自身のライブなどでは全く歌わなかったが、1995年のアウトサイド・ツアーから曲目に加えた。マーキュリーのパートはベーシストのゲイル・アン・ドロシーが担当している。

## プレイヤー
- フレディ・マーキュリー - リード・ボーカル、バッキング・ボーカル、ピアノ、ハモンドオルガン、ハンドクラップ、フィンガースナップ
- ブライアン・メイ - エレクトリック・ギター、ハンドクラップ、フィンガースナップ
- ロジャー・テイラー - ドラムス、バッキング・ボーカル、ハンドクラップ、フィンガースナップ
- ジョン・ディーコン - ベースギター、ハンドクラップ、フィンガースナップ
- デヴィッド・ボウイ - リード・ボーカル、バッキング・ボーカル、シンセサイザー、ハンドクラップ、フィンガースナップ

## シングル収録曲

### 7インチシングル
1. アンダー・プレッシャー - Under Pressure (Queen & Bowie)
2. ソウル・ブラザー - Soul Brother (Mercury)

### CD
イギリス盤
1. アンダー・プレッシャー - Under Pressure (Queen & Bowie)
2. ソウル・ブラザー - Soul Brother (Mercury)
3. ボディ・ランゲージ - Body Language (Mercury)

## その他
1990年に本作の特徴的なベースラインをサンプリングしたヴァニラ・アイスのシングル「Ice Ice Baby」がヒットした。しかし、クレジットにクイーンやボウイの名が表記されておらず、無許可でサンプリングを行なったことによりヴァニラ・アイスが提訴され、アイス側が敗訴した。
1999年12月6日にこの楽曲のリミックスバージョン「アンダー・プレッシャー (Rah Mix)」が、カップリングに「ボヘミアン・ラプソディ」「サンク・ゴッド・イッツ・クリスマス」を収録して、発売された。英国では14位、オランダでは19位にランクインした。後にコンピレーション・アルバム『グレイテスト・ヒッツIII 〜フレディー・マーキュリーに捧ぐ〜』に収録されている。
2004年、アメリカ映画『ガール・ネクスト・ドア』で挿入歌として使用された。
2005年、マイ・ケミカル・ロマンスがザ・ユーズドとのコラボレーションでカバー。
2005年、ジョス・ストーンがクイーンのトリビュート･アルバム「キラー・クイーン・ア・トリビュート・トゥ・クイーン」でカバー。
2011年に公開されたアニメ映画『ハッピー フィート2 踊るペンギンレスキュー隊』では、登場キャラクターが本作を合唱するシーンがある。
2017年のアメリカ映画『アトミック・ブロンド』で劇中歌として使用された。
2018年に公開されたクイーンを題材とした映画『ボヘミアン・ラプソディ』では、ミュンヘンにある邸宅でマーキュリーがマネージャー兼愛人のポール・プレンターを解雇するシーンで使用された。同映画のサウンドトラック盤『ボヘミアン・ラプソディ (オリジナル・サウンドトラック)』にも収録されている。
2022年に公開されたイギリス・アメリカ合作映画『aftersun/アフターサン』の終盤で、主人公である父娘が踊るシーンで使用された。